# Valdgejm
Valdgejm (in lingua russa Валдгейм) o Valdheym (in lingua yiddish וואלדהיים) è un centro abitato dell'Oblast' autonoma ebraica, situato nel Birobidžanskij rajon.